# Tadej Valjavec
Tadej Valjavec (ur. 13 kwietnia 1977 w Kranju) – słoweński kolarz szosowy, zawodnik grupy Ag2r-La Mondiale.
Valjavec zaczął jeździć wśród zawodowców w 2000 roku. Dotychczas nie odniósł ważniejszych zwycięstw, jednak wielokrotnie zajmował miejsca w czołówce wyścigów. Jest dwukrotnym mistrzem Słowenii w wyścigu ze startu wspólnego (2003, 2007), zwyciężył w 2002 roku we Włoszech w Settimana Ciclista Lombarda. Dwukrotnie zajmował drugie miejsca na etapach w wielkich tourach – na 14. etapie w Giro d’Italia (2005) i na 16. etapie w Vuelta a España (2004), był też trzeci na 19. etapie Giro d’Italia (2004). Trzykrotnie z powodzeniem startował w Tour de France, zajmując w latach 2006–2008 odpowiednio 17, 19 i 10. miejsce.
W styczniu 2011 roku został zdyskwalifikowany w wyniku nieprawidłowości jakie wykryto w jego paszporcie biologicznym. Dyskwalifikacja obowiązywać będzie do 19 stycznia 2013 roku.

## Zwycięstwa i sukcesy
- 2002 – Settimana Ciclista Lombarda
- 2003 –  mistrzostwo Słowenii ze startu wspólnego
- 2004 – 9. w Giro d’Italia
- 2007 –  mistrzostwo Słowenii ze startu wspólnego, 2. miejsce w Vuelta a la Comunidad Valenciana
- 2008 – 10. w Tour de France